# Les Jumeaux du diable
Les Jumeaux du diable est un roman français de Marcel Aymé publié en 1928 chez Gallimard à Paris. L'auteur n'a jamais voulu que son roman soit réédité.

## Résumé
Dans le prologue des Jumeaux du diable, Satan s'adresse à Saint Pierre :

« Céphas, j'ai rêvé d'un jeu amusant. J'imaginais deux hommes de la Terre, deux hommes tout pareils, d'âme et d'apparence. Ils avaient le même âge, même nom, mêmes souvenirs. Ils naissaient à vingt-cinq ans et s'en allaient réaliser leurs souvenirs parmi les hommes… »

Dans ce roman se déroulant dans les années 1920, Marcel Aymé reprend le mythe de Caïn et Abel.

## Éditions
- 1928 -  Les Jumeaux du diable, Librairie Gallimard, Éditions de la Nouvelle Revue Française, coll. « blanche », 1 vol., 217 pages, 187 x 117 cm,  (ISBN 2070203832) (OCLC 716465358)
- 1989 - Les Jumeaux du diable, in Œuvres romanesques complètes, Tome I (1606 pages), Gallimard (janvier 1989), coll. « Bibliothèque de la Pléiade » no 352, in Appendices p. 1103–1201, Édition présentée, établie et annotée par Yves-Alain Favre,  (ISBN 978-2-070-11157-2)